# Шопен (кратер)

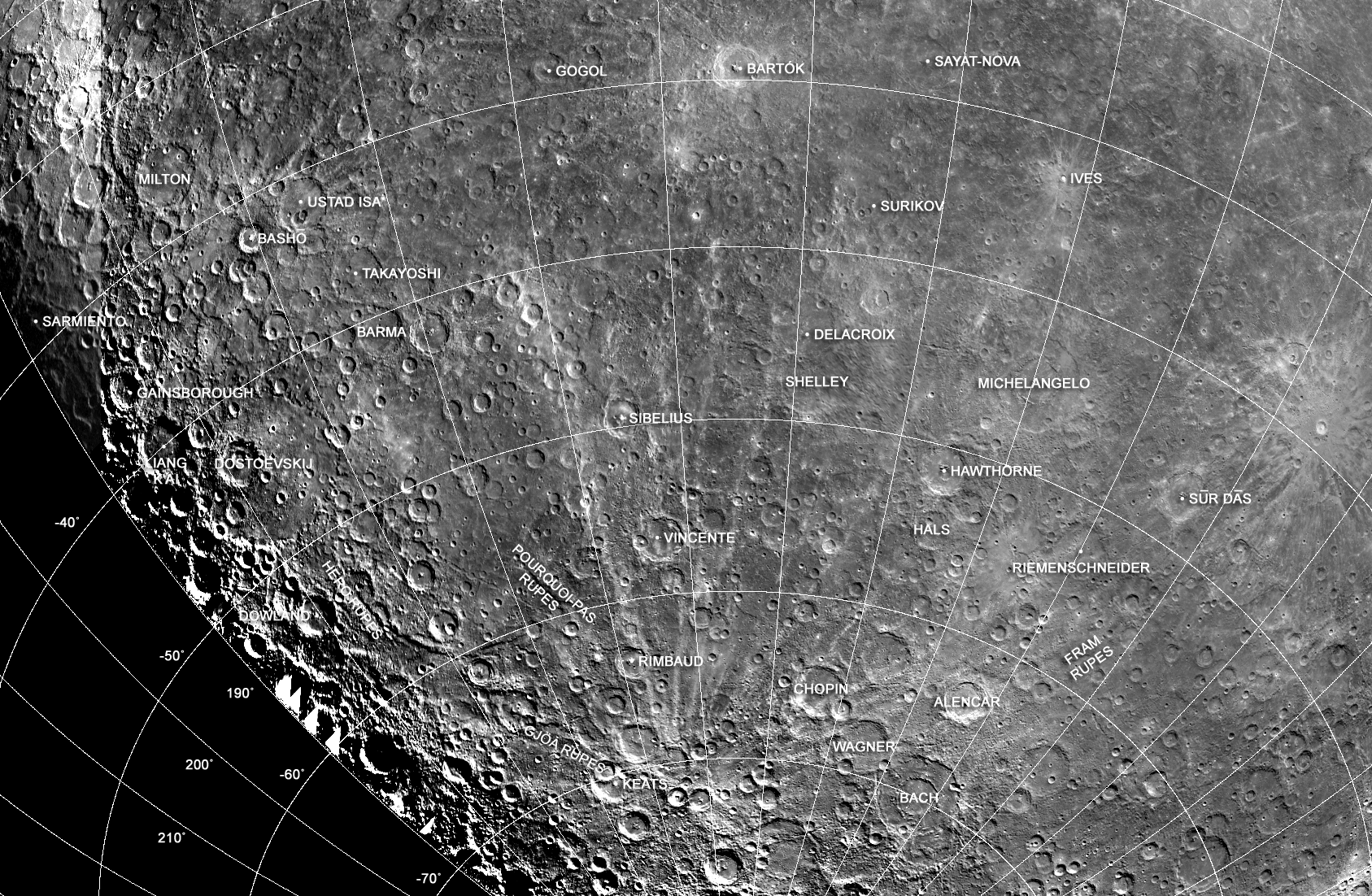
Карта на основі знімків «Марінера-10» (1974—1975). Шопен — нижче і правіше центру.

Шопен (лат. Chopin) — кратер на Меркурії. Діаметр — 130 кілометрів, координати центру — 65°25′ пд. ш. 123°16′ зх. д. / 65.42° пд. ш. 123.27° зх. д. Був відкритий на знімках космічного апарата «Марінер-10», зроблених 1974 року. Названий на честь польського піаніста і композитора Фридерика Шопена (1810–1849). Цю назву було затверджено Міжнародним астрономічним союзом 1976 року.
Шопен має досить чіткий край та широкий терасований внутрішній схил. Його дно вкрите застиглим ударним розплавом і тому доволі рівне, але в центрі кратера знаходиться великий гірський масив.
У південно-східній частині Шопен перекритий молодшим безіменним (на 2018 рік) кратером діаметром 55 км. За 60 км на південний схід від Шопена знаходиться 130-кілометровий кратер Вагнер. Навколо Шопена є його вторинні кратери (утворені тілами, викинутими при ударі, що створив цей кратер).